# Ірменгарда Турська
Ірменгарда Турська (нім. Irmingard, Ermengard, 804, Ельзас, Франція — 20 березня 851, монастир св. Сесілії та Агати в Ерстені (в околицях Страсбурга)) — дружина імператора Заходу Лотара I, дочка графа Тура Гуго II Боязкого з династії Етіхонідів і Ави де Морвуа.

## Біографія
Ірменгарда народилася 804 року в Ельзасі й з дитинства була вихована матір'ю в дусі християнського благочестя. Велику частину дитинства і юності Ірменгарда провела в монастирі Св. Юлії в Бріксені (Північна Італія), де завершила свою освіту. Після смерті абатиси Амальпергі вона була обрана її наступницею, однак, коли постало питання про вибір дружини для старшого сина імператора Людовика I Благочестивого, Лотара, було прийнято рішення, що нею стане Ірменгарда. Одруження відбулося 15 жовтня 821 року в Тіонвілі. На церемонії були присутні 32 прелати, зокрема єпископ Страсбурга Адалог, та багато знатних людей Імперії. Як «ранковий дар» Лотар передав дружині місто Ерстен в околицях сучасного Страсбурга, а пізніше надав Ірменгарді опіку над монастирем у Бріксені.
Відрізняючись смиренням і благочестям, Ірменгарда все своє життя присвятила справам благодійності та заступництва переданим її піклуванню володінь. Після смерті в 836 вчителя Лотара, абата Валу з Корбі, вона з власних коштів сплатила читання молитов за помин душі покійного. 20 жовтня 837 помер і її батько Гуго. За угодою з дядьком свого батька, графом Зундгау Ліутардом, Ірменгарда отримала великі землі в Ельзасі, зокрема поселення Ешері (Echery), багаті срібними копальнями. По велінню Ірменгарди тут була побудована церква, яку вона, за згодою чоловіка, передала абатству в Горці.
У 849 році в Ерстені Ірменгарда заснувала жіночий бенедиктинський монастир св. Сесілії та Агати (в даний час зруйнований), подарувавши абатству майже все місто.
Наприкінці життя Ірменгарда віддалилася в цей монастир, де і померла в Страсну п'ятницю (20 березня) 851 року. Вона була похована на території монастиря. Тут, до того як зник під час Великої французької революції, перебував надгробний камінь Ірменгарди з епітафією, написаною Рабаном Мавром, в якій оспівувалися християнські чесноти Ірменгарди та її щедрість стосовно абатства в Ерстейні. У звістці про смерть Ірменгарди в Сен-Бертинських анналах вона називається «найхристиянійшою королевою».

## Діти
Мала восьморо дітей , серед них:
- Людовик (пр.825-875), король Італії, потім імператор
- ЛотарII (835-869), король Лотарингії, одружений з дочкою Бозона Старого
- Карл (845-863), король Провансу

## Канонізація
За своє благочестя і заступництво монастирям Ірменгарда Турська визнана місцевошанованою святою Страсбурзької єпархії римо-католицької церкви. Її пам'ять відзначається 20 березня.